# گاشربروم ۵
گاشربروم ۵ (انگلیسی: Gasherbrum V) نام کوهی در توده‌کوه گاشربروم است که در رشته‌کوه گلگت-بلتستان پاکستان قرار دارد.

## جغرافیا
توده‌کوه گاشربروم شامل گروهی از کوه‌های دورافتاده است که در انتهای شمال شرقی یخچال بالتورو در رشته‌کوه قراقروم هیمالیا قرار دارد. این توده‌کوه سه کوه از هشت‌هزارمتری‌ها (با احتساب برود پیک) را دربردارد.
با وجود این که چهار قله بلند این توده‌کوه (گاشربروم ۱ تا ۴) از قرن ۱۹ نام‌گذاری شده‌اند، گاشربروم ۵ (و گاشربروم ۶ در نزدیکی آن) تنها به عنوان «قله‌هایی در خط‌الرأس جنوبی گاشربروم ۴» محسوب می‌شدند. زمین‌شناس و هیمالیاشناس سوئیسی گانتر اسکار دیرنفورت در سال ۱۹۳۴ توصیه کرد تا این قله به عنوان کوهی مستقل شناسایی شود و نام گاشربروم ۵ را برای آن پیشنهاد کرد که این کوه امروزه به همین نام شناخته می‌شود.